# Arènes de La Brède
Les arènes de La Brède, inaugurées en 1999, sont les arènes de la commune de La Brède, située dans le département français  de la Gironde. Elles peuvent contenir plus de 4 000 personnes. Elles ne donnent que des corridas formelles et des novilladas .

## Historique
Après une période de baisse dans les années 1960 le nombre de spectacles taurins espagnols s'est remis à croître  en Gironde au milieu des années 1980 en même temps qu'apparaissaient de nouvelles arènes, la plupart démontables, qui s'ouvraient au public une fois par an, d'abord à Captieux en 1985, puis à Floirac en 1987. Mais les arènes de Floirac, d'une  contenance de 8000 places n'étaient pas rentables. Elles ont été abandonnées en 2006 pour faire place à un projet immobilier entourant les arènes de hautes constructions, puis à un projet sportif et culturel qui n'a pas abouti. Ce sont les arènes de La Brède construites en 1999 qui ont pris le relais. Mais elles n'ont pas obtenu d'être construites en dur.

## Description et feria
Ce sont des arènes démontables,.
La feria de La Brède a lieu à la fin juin lors des « Fêtes de la Rosière ». La ville de La Brède est considérée comme la ville taurine la plus « au nord » de la France 